# FK Poniewież
FK Poniewież (lit. Futbolo klubas Panevėžys) – litewski klub piłkarski z siedzibą w Poniewieżu.

## Historia
Klub piłkarski FK Poniewież (lit. Futbolo klubas Panevėžys) został założony w 2015. W tym samym roku awansował do Pirma lyga.
W 2019 awansował do najwyższej grupy rozgrywkowej na Litwie (A lyga).

## Sukcesy
- Mistrzostwo Litwy:

mistrz: 2023
wicemistrz:
brązowy medalista: 2022
- Puchar Litwy: 2020.[4][5]

- Superpuchar Litwy: 2021, 2024

## Trenerzy
- Virginijus Liubšys. Od 2015 do 2017 04 24.
- Mantas Savėnas. 2017
- Albertas Klimavičius – 2017 druga połowa sezonu[6]
- Alexandru Curteian – Od stycznia 2018 do 2020 06 15.[7]
- Valdas Urbonas. (21 grudnia 2021 – 11 września 2022)

## Bilans ligowy od sezonu 2015
| Sezon | Poziom ligowy | Liga       | Pozycja | Źródło | Uwagi  |
| ----- | ------------- | ---------- | ------- | ------ | ------ |
| 2015  | 2.            | Pirma lyga | 8.      | [ 8 ]  |        |
| 2016  | 2.            | Pirma lyga | 5.      | [ 9 ]  |        |
| 2017  | 2.            | Pirma lyga | 10.     | [ 10 ] |        |
| 2018  | 2.            | Pirma lyga | 1.      | [ 11 ] | Awans  |
| 2019  | 1.            | A lyga     | 5.      | [ 12 ] |        |
| 2020  | 1.            | A lyga     | 5.      | [ 13 ] |        |
| 2021  | 1.            | A lyga     | 4.      | [ 14 ] |        |
| 2022  | 1.            | A lyga     | 3.      | [ 15 ] |        |
| 2023  | 1.            | A lyga     | 1.      | [ 16 ] | Mistrz |
| 2024  | 1.            | A lyga     | 8.      | [ 17 ] |        |

## Skład w sezonie 2025
Stan na 8 lipca 2025
| Nr | Poz. | Piłkarz               |
| -- | ---- | --------------------- |
| 1  | BR   | Vytautas Černiauskas  |
| 2  | OB   | Linas Klimavičius     |
| 7  | PO   | Ernestas Veliulis     |
| 11 | NA   | Ariagner Smith        |
| 19 | PO   | Aironas Trakšelis     |
| 25 | PO   | Domantas Vaičekauskas |

| Nr | Poz. | Piłkarz                 |
| -- | ---- | ----------------------- |
| 32 | OB   | Rokas Rasimavičius      |
| 44 | PO   | Lovro Grajfoner         |
| 66 | PO   | Eimantas Dzinga         |
| 88 | PO   | Žygimantas Baguška      |
| 99 | NA   | Nojus Lukšys            |
| 29 | OB   | Markas Beneta           |
| 5  | NA   | Nicolás Gorobsov        |
|    | OB   | Justinas Januševskij ✔️ |
|    | OB   | Laurit Krasniqi ✔️      |

## Europejskie puchary

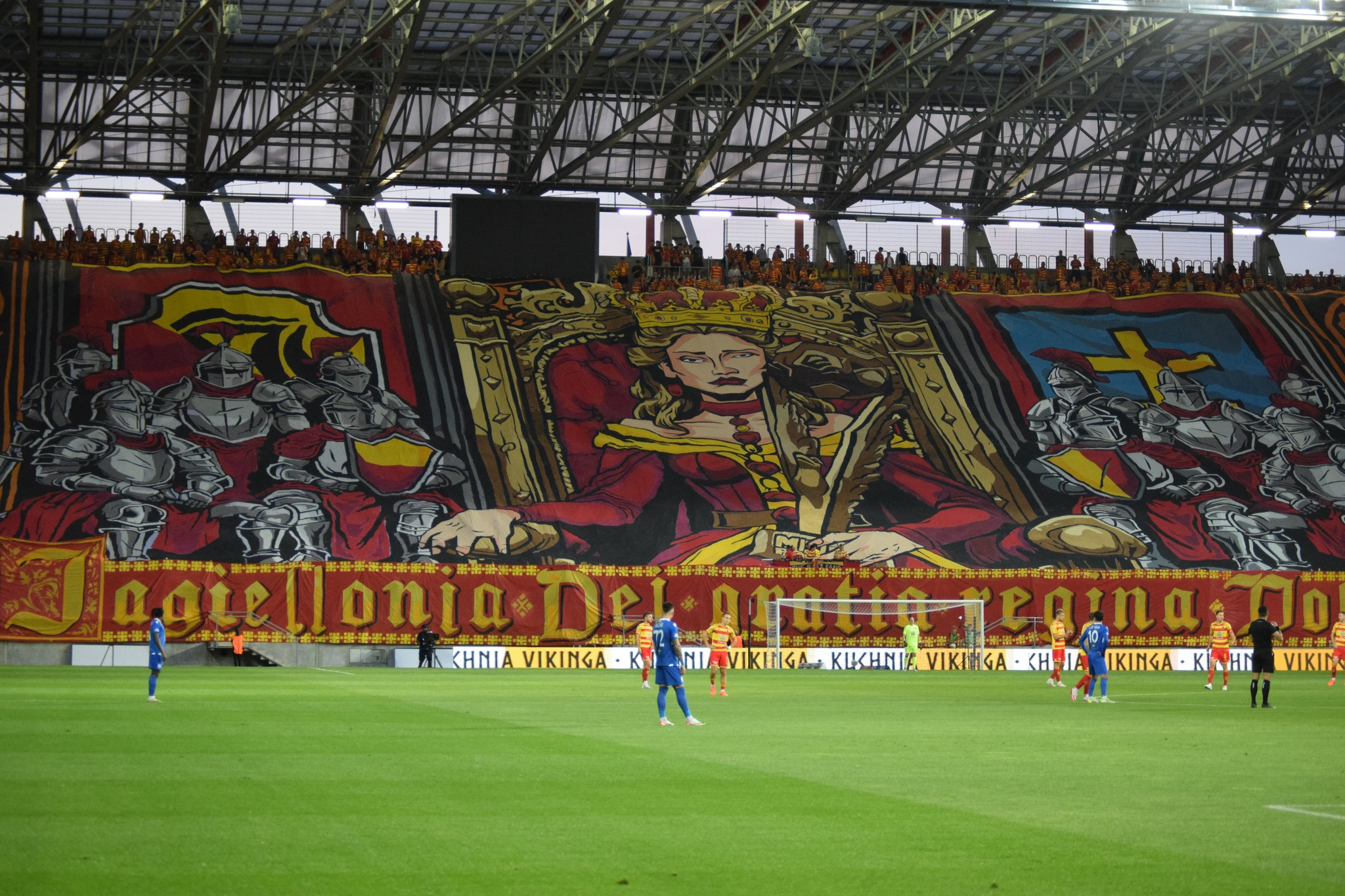
Mecz Jagiellonia v FK Poniewież (3–1)

Legenda do wszystkich tabel:
- Q – runda eliminacyjna, 1/16, 1/8, 1/4, 1/2 – odpowiednia faza rozgrywek, Grupa – runda grupowa, 1r gr – pierwsza runda grupowa, 2r gr – druga runda grupowa, F – finał, R – runda, PO – play-off
- k. – rzuty karne, los. – losowanie, Dogr. – dogrywka, w. – zasada bramek strzelonych na wyjeździe

| Sezon   | Rozgrywki               | Runda | Klub                  | Dom | Wyjazd | Ogólnie |
| ------- | ----------------------- | ----- | --------------------- | --- | ------ | ------- |
| 2021/22 | Liga Konferencji Europy | 2Q    | FK Vojvodina          | 0–1 | 0–1    | 0–2     |
| 2022/23 | Liga Konferencji Europy | 1Q    | Milsami Orgiejów      | 0–0 | 0–2    | 0–2     |
| 2023/24 | Liga Konferencji Europy | 1Q    | Milsami Orgiejów      | 2–2 | 1–0    | 3–2     |
| 2023/24 | Liga Konferencji Europy | 2Q    | Hapoel Beer Szewa     | 1–1 | 0–1    | 1–2     |
| 2024/25 | Liga Mistrzów           | 1Q    | HJK Helsinki          | 3–0 | 1–1    | 4–1     |
| 2024/25 | Liga Mistrzów           | 2Q    | Jagiellonia Białystok | 0–4 | 1–3    | 1–7     |
| 2024/25 | Liga Europy             | 3Q    | Maccabi Tel Awiw      | 1–2 | 0–3    | 1–5     |
| 2024/25 | Liga Konferencji        | PO    | The New Saints        | 0–3 | 0–0    | 0–3     |